# Leptotrochila dehnii
Leptotrochila dehnii är en svampart som tillhör divisionen sporsäcksvampar, och som först beskrevs av Gottlob Ludwig Rabenhorst, och fick sitt nu gällande namn av Ivar Jørstad. Leptotrochila dehnii ingår i släktet Leptotrochila, och familjen Dermateaceae. Arten är reproducerande i Sverige.